# 田中修二
田中修二（たなか しゅうじ、1968年- ）は、日本の美術史学者、大分大学教授。日本近代彫刻史が専門。

## 略歴
京都生まれ。1991年成城大学文芸学部芸術学科卒、1999年同大学院博士課程修了、「新海竹太郎論」で文学博士。大分大学助教授、2007年准教授をへて、教授。

## 著書
- 『近代日本最初の彫刻家』吉川弘文館 1994
- 『彫刻家・新海竹太郎論』東北出版企画 2002
- 『近代日本彫刻史』国書刊行会 2018
- 『福田平八郎 人と言葉』国書刊行会 2024 - 2巻組

### 共著編・監修
- 『海を渡り世紀を超えた竹内栖鳳とその弟子たち』田中日佐夫共著 ロータスプラン 2002
- 『偉人の俤 銅像写真集』監修・解説 「シリーズ・近代日本のモニュメント」ゆまに書房 2009
- 『近代日本彫刻集成』全3巻 編 国書刊行会 2010-13